# 斉安黄氏
斉安黄氏（チェアヌァンし、제안황씨）は、朝鮮の氏族の一つ。本貫は黄海北道黄州郡である。2015年の調査では3,098人である。
始祖は、檜山君の黄石奇の曾孫の黄乙耉である。黄乙耉の祖先は黄輔であり、中国の魯人である。黄乙耉は高麗の時に文科及第、少尹と吏曹参議を歴任、開国功臣の勲功を挙げ、斉安君に封ぜられ、黄乙耉の子孫たちが斉安君の地名である黄州を本貫として斉安黄氏を創始した。
平海黄氏、長水黄氏、昌原黄氏、慶州黄氏、管城黄氏、徳山黄氏、尚州黄氏、星州黄氏、紆州黄氏、杭州黄氏、黄州黄氏、懐徳黄氏と共に中央黄氏宗親会をなしている。